# Тиинское сельское поселение
Тии́нское се́льское поселе́ние — муниципальное образование в составе Мелекесского района Ульяновской области.
Административный центр — село Тиинск.

## Население
| 2010  | 2012  | 2013  | 2014  | 2015  | 2016  | 2017  |
| ----- | ----- | ----- | ----- | ----- | ----- | ----- |
| 4573  | ↘4547 | ↗4557 | ↘4537 | ↗4570 | ↘4504 | ↘4423 |
| 2018  | 2019  | 2020  | 2021  |       |       |       |
| ↘4331 | ↘4182 | ↘4098 | ↘3992 |       |       |       |

## Состав сельского поселения
| №  | Населённый пункт  | Тип населённого пункта       | Население |
| -- | ----------------- | ---------------------------- | --------- |
| 1  | Ежевичный         | посёлок                      | 0         |
| 2  | Лесная Васильевка | село                         | ↘79       |
| 3  | Лесная Хмелёвка   | село                         | ↘999      |
| 4  | Рассвет           | разъезд                      | 0         |
| 5  | Русский Мелекесс  | село                         | ↘953      |
| 6  | Слобода-Выходцево | село                         | ↘606      |
| 7  | Терентьевка       | село                         | ↘294      |
| 8  | Тиинск            | село, административный центр | ↘1367     |
| 9  | Тиинск            | разъезд                      | 0         |
| 10 | Тинарка           | село                         | ↘275      |

## Местное самоуправление
Главы поселения
- Сергей Николаевич Новиков

Главы администрации
- Александр Викторович Щукин[12]